# Gregorio Crescenzi (cardinal, 1205)
Pour les articles homonymes, voir Gregorio Crescenzi.
Gregorio Crescenzi (né à Vérone, Italie, et mort après le 9 mai 1226 ou en 1230 à Rome) est un cardinal italien du XIIIe siècle. Il est un parent du cardinal Gregorio Crescenzi (1188) est membre de l'ordre des chanoines réguliers de S. Reno.

## Biographie
Crescenzi est chanoine à la basilique Saint-Pierre. Le pape Innocent III le crée cardinal lors du consistoire de 1205.
Le cardinal Crescenzi est gouverneur de Lazio et de  Campagne et légat au Danemark et en Sicile. Il est archiprêtre de la basilique Saint-Pierre en 1221. Le cardinal Crescenzi participe à l'élection d'Honorius III en 1216.